# Kriegsernährungsamt (Schweiz)

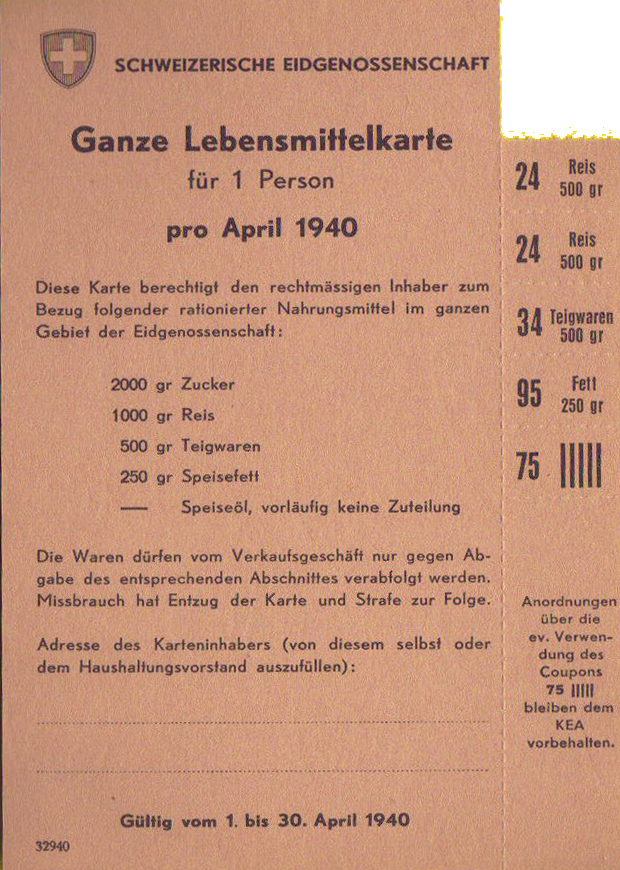
Lebensmittelkarte (1940)

Das [Eidgenössische] Kriegsernährungsamt (KEA, französisch Office [fédérale] de guerre pour l’alimentation, OGA, italienisch Ufficio [federale] di guerra per i viveri, UGV) war eine Schweizer Behörde in der Zeit des Zweiten Weltkriegs.
Die Behörde wurde 1939 gegründet. Ihr oblag die Versorgung der Bevölkerung mit Lebensmitteln im Rahmen der wirtschaftlichen Landesversorgung. Neben der „Anbauschlacht“ (Plan Wahlen) gehörte dazu auch die Regelung der Rationierung und die Ausgabe von Lebensmittelmarken.